# Piet Mondrian
Pieter Cornelis Mondriaan, 1912-től Piet Mondrian (Amersfoort, 1872. március 7. – New York, 1944. február 1.) holland festő, a geometrikus absztrakció képviselője, a Theo van Doesburg által alapított De Stijl művészcsoport fontos tagja. A posztimpresszionizmus szellemében indult, majd megismerkedett a kubizmussal, és ezután a tárgyi világ plasztikai jellé absztrahálása foglalkoztatta.

## Életpályája

### Ifjú kora

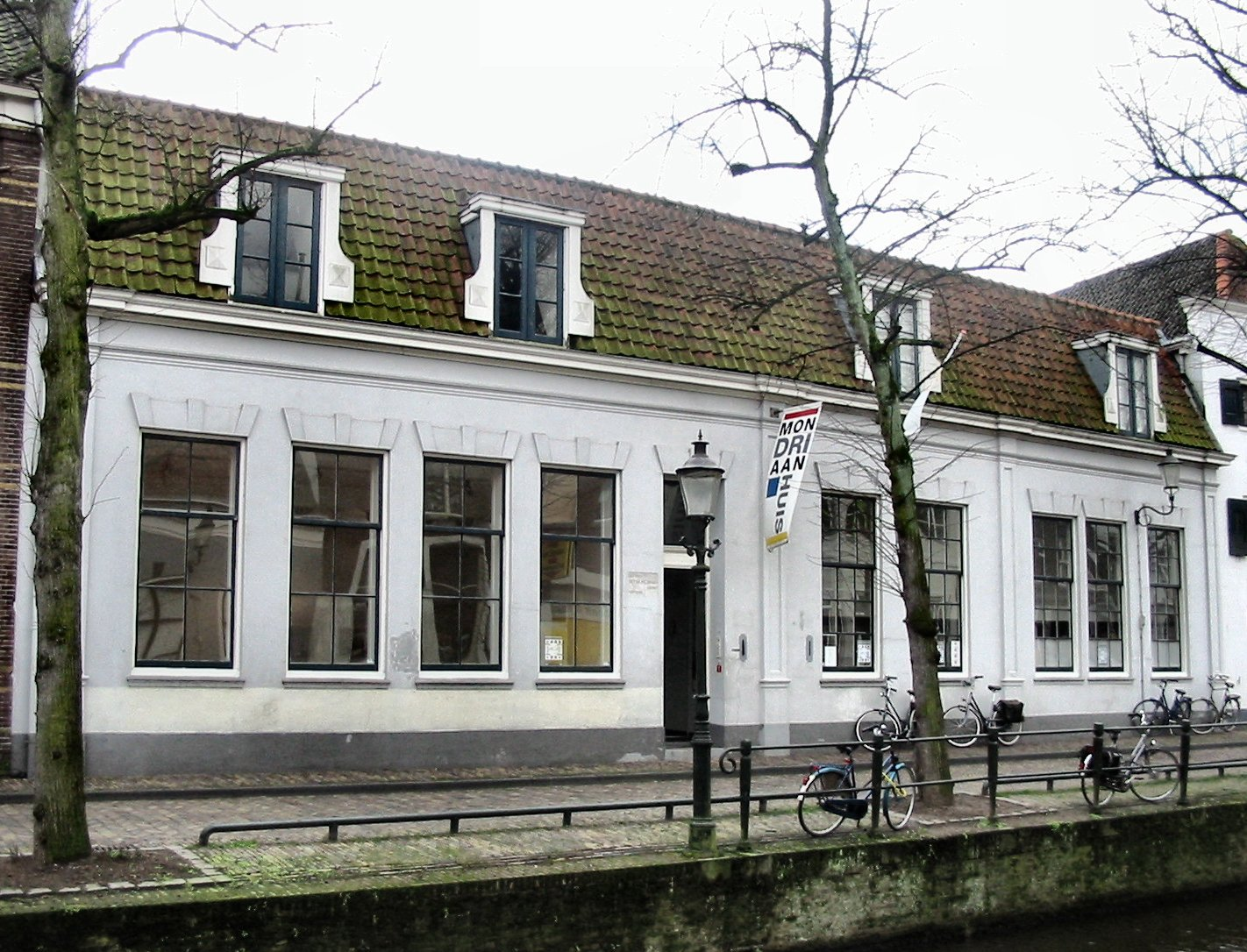
Piet Mondrian gyermekkorának színhelye

Az Északi-tenger és a német határ között félúton fekvő kisvárosban, Amersfoort-ban született. Apja, a hágai származású Pieter Cornelis Mondriaan, a szigorú, mélyen vallásos kálvinista tanító már-már zsarnoki keménységgel irányította családját, amely parókakészítő, kereskedő, prédikátor-tanító ősökkel dicsekedhetett, múltjával és jelenével, puritán, szélsőségektől mentes életével tökéletesen példázta a holland eszményeket. Anyja a szintén hágai Johanna Cristina Kok volt.
Mondrian szüleivel 1880-ban Winterswijkbe költözött, ahol a család legkisebb, egyben ötödik gyermeke, Carel világra jött. Winterswijkben születtek Mondrian első rajzai is, amelyek az iskolában rendezett vallási ünnepekre készültek és biblikus jeleneteket ábrázoltak.
Tizennégy éves volt, amikor kijelentette, hogy festő akar lenni. Apja ellenezte döntését, és ragaszkodott ahhoz, hogy fiából is tanító váljék, és ne csak a neve, de hivatása is gyermekére szálljon. Mondrian még túl fiatal volt, nem szegülhetett szembe a családi akarattal, de megőrizve valamit elhatározásából, 1889-ben rajztanítói oklevelet szerzett. 1892-ben magasabb fokú rajztanári képesítést szerzett, rövid ideig tanított is, bár semmi ambíciót nem érzett a pálya iránt. Tanári okleveleit azonban élete végéig megőrizte, egyik legjobb monográfusa és barátja, Michel Seuphor szerint azért, hogy ha sor kerül rá, bizonyíthassa: akadémikus modorban is tud festeni.
Az első, bár igen rövid ideig tartó, és nem is túlságosan mély hatást, amely festői tanulmányait befolyásolta, apai nagybátyjától, Frits Mondriaantól kapta. A nagybácsi a 19. századi holland festészet egyik jelentős alakjának, Willem Marisnak volt tanítványa, és nyaranta gyakori vendég lévén Winterswijk-ben, a tájképfestés rejtelmeibe igyekezett bevezetni unokaöccsét. A két ember között semmiféle szellemi rokonság sem lehetett, de talán még a legcsekélyebb megértés is hiányzott. Ezt példázza, hogy Frits Mondriaan később, 1909-ben újságközleményben tartotta szükségesnek leszögezni: Piet Mondrian művészetéhez semmi köze sincs.
1892-ben szakított Winterswijkkel, tanári állásával, és Amszterdamba ment a Képzőművészeti Főiskolára. Apja most sem értett egyet döntésével, Mondrian azonban ragaszkodott elhatározásához. Élete vége felé, egy amerikai újságírónak adott nyilatkozatában így emlékezett: „Amikor világossá vált, hogy életemet a művészetnek akarom szentelni, apám megpróbált elbátortalanítani. Nem volt annyi pénze, hogy fedezhesse tanulmányaim költségeit, s azt akarta, vállaljak állást. Én azonban kitartottam művészi ambícióim mellett, ami erősen elszomorította apámat.”

### Alkotói kora és a beérkezés
1892-ben beiratkozott az amsterdami Képzőművészeti Akadémiára.
1909-ben Kiállított a Stedelijk Múzeumban Jan Sluijters, Cornelis Spoor, Jan Toorop társaságában. Érdeklődött a teozófia iránt.
1910-ben a Teozófiai Társulat tagjaként kiállított a Szt. Lukács céh kiállítótermében a luministák kiállításán.
1911-ben részt vett a Moderne Kunstkring (=Modern Művészkör) alapításában és kiállításain, majd Párizsba utazott, ahol Conrad Kickert műtermében alkotott.
1912–13-ban kubista hatás érvényesült festészetében.
1914-ben visszatért Hollandiába, a világháború kitörése miatt, 1919-ig ott élt.
Ebből az időszakból Móló és óceán c. sorozata a mólóhoz és a parthoz verődő hullámok ritmikus mozgását érzékelteti; ez a sorozat Mondrian utolsó olyan munkáit tartalmazta, amelyeknél még konkrét természeti jelenségből indult ki. A formai kifejezés vízszintes és függőleges egyenesekre korlátozása már a De Stijl képi eszköztárának alakulását jelzi.
1915–16-ban találkozott Theo van Doesburggal, Larenbe költözött, ahol barátságot kötött Schoenmaekers filozófussal és Bart van der Leckkel. Schoenmaekers – a teozófia lelkes híve – két könyvet jelentetett meg ekkoriban A világ új képe (1915) és A képi matematika (1916) címmel, melyek döntő hatást gyakorolnak Mondrian neoplaszticizmusára. Schoenmaekers a teozófia tanából vette át azt a gondolatot, hogy a valóság lényege ellentétes erők sorozataként kifejezhető, és hangsúlyozta a függőleges és vízszintes egyenesek, valamint az alapszínek fontosságát. Azt állítja, hogy a világ új képe kontrollálhatóan pontos, értelmezi a valóságot, egzakt szépséget nyújt. Van Doesburg bátorítására Mondrian teoretikus rendszerét írásba foglalta.
1917 Részt vett a De Stijl csoport és folyóirat létrehozásában, cikksorozatot indított a lapban Neoplaszticizmus a festészetben címmel. Schoenmaekers és más teozófusok hatására Mondrian a neoplaszticizmust, mint az univerzum alapstruktúráját alkotó ellentétes erők kiegyenlítését definiálta. E kettősség feloldásával a neoplaszticista alkotások tökéletes harmóniát sugároznak, abszolút, egyetemes értékeket fejeznek ki. Az abszolút harmónia a kiegyenlített viszonylatok konstrukciójában jut érvényre… „a színes négyszögű síkok és függőleges-vízszintes egyenesek helyzete, mérete és képi értéke által.”
Bart van der Leck hatására váltak színessé Mondrian négyszögű síkjai, főként az alapszínárnyalatokat vette át tőle.
Mondrian és Theo van Doesburg eljutott a tökéletesen nonfiguratív képekhez, ahol a formák nem a természeti tárgyak absztrakciói.
1918–19-ben festette első rombusz kompozícióit és következetesen használta a vízszintes és függőleges egyeneseket, mint a festmény alapvető szerkezeti elemeit.
1919-ben visszatért Párizsba.
1920-ban Párizsban Le néo-plasticisme című írását Leonce Rosenberg jelentetette meg.
Mondrian a műtermét neoplaszticista belső térként fogta fel és ennek szellemében rendezte el a bútorokat és a színes négyszögű síkokat a falakon.
1921-től képein kizárólag tiszta alapszíneket (vörös, sárga, kék) és fekete, fehér, szürke színeket használ. Így elérkezik kiforrott, érett stílusához: fehér alapon négyszögű síkok fekete egyenesekkel elválasztva egymástól – ez jellemzi ekkor készült festményeit.
1925-ben a Bauhaus könyvsorozatában Le néo-plasticisme írása német nyelven, Neue Gestaltung címmel jelent meg. Kilépett a De Stijl csoportból, mert nem értett egyet Van Doesburg elementarizmus elméletével.

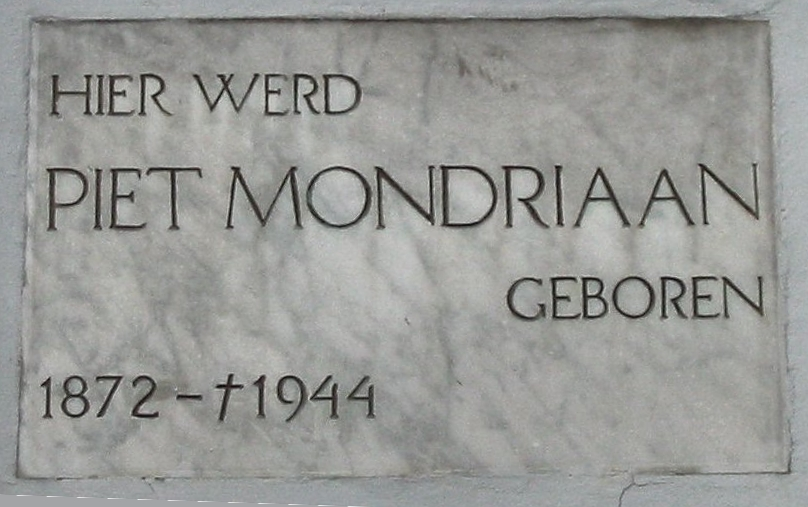
Emléktábla születési helyén

1929-ben tagja lett a párizsi Cercle et Carré csoportnak.
1931-ben csatlakozott az Abstraction-Création csoporthoz.
1938-ban áttelepült Londonba.
1940. októberben New Yorkba érkezett, ahol a művészeti élet centrumába került. Számos egyéni és csoportos kiállításon vett részt.
1944. februárban New Yorkban érte a halál.

## Mondrian és a művészet – összefoglaló

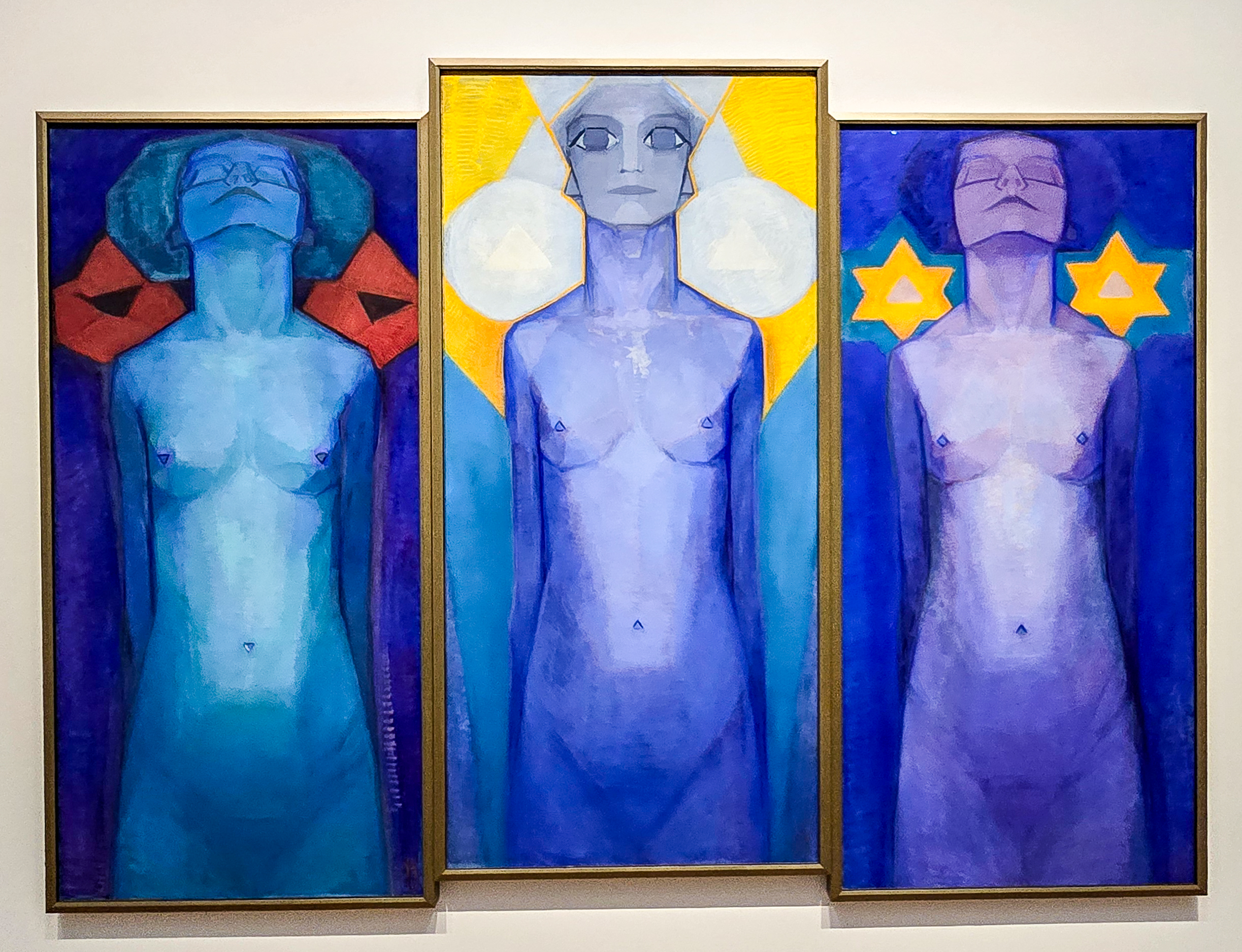
Evolúció, 1911 (Kunstmuseum Den Haag)

„Gyűlölök mindent – mondja Theo van Doesburg –, ami temperamentum, ihletettség, szent tűz, és a zsenialitás egyéb hasonló kellékeit, amelyek elleplezik az értelem tisztátalanságát.” Mondhatta volna ugyanezt Mondrian is, bár saját alkotásaiban, sőt még írásaiban is felvillan a szent tűznek nem egy gyújtó szikrája. Minden egyes művében és alkotó munkája teljes egészében tagadhatatlanul megmutatkozik összhangra, intenzitásra, pontosságra és egyensúlyra irányuló szenvedélyes és állhatatos törekvése. Mondrian humanista volt, és hitt abban, hogy az új, konstruktivista művészet, melynek ő volt az előfutára, megteremti „a mélységesen emberi, gazdag szépséget”, de újfajta szépséget.
„A nonfiguratív művészet véget vet a régi művészeti kultúrának, ezért most már biztosabban tekinthetjük át és ítélhetjük meg az egész művészeti kultúrát. Mi magunk jelenleg ennek a kultúrának fordulópontján állunk: az egyéni, speciális formák kultúrája végéhez közeledik, és kezdetét veszi a határozott viszonylatok kultúrája.” Az ihletett látomásnak kissé száraz megfogalmazása ez, de idézzük emlékezetünkbe dr. Georg Schmidt találó megállapítását, amely szerint „Mondrian művészete […] rácáfol Mondrian elméleteire. Festményei formai kísérletezéseknél lényegesen többek, ugyanolyan szellemi teljesítmények, mint bármely más igazi műalkotás. Egy Mondrian-festmény a Mondrian szellemében megtervezett ház szobájának falán, sőt itt inkább, mint másutt, alapvetően más, magasabb színvonalat képvisel minden egyéb anyagi használatra szánt tárgynál. Egy szellemi tartalom vagy magatartás legfenségesebb kifejezője, a fegyelem és szabadság közötti egyensúly megtestesítője, az egyensúlyban az alapvető ellentétek megtestesítője, és ezek az ellentétek nem kevésbé szellemiek, mint testiek. Az a szellemi energia, amelyet Mondrian befektetett művészetébe, szellemileg és érzékileg egyaránt minden festményéből minden időkben sugározni fog.”
A De Stijl első éveiben élénk művészi párbeszéd folyt a tagság körében. Ennek Piet Mondrian is aktív részese volt. Állandó levelezésben állt Theo van Doesburggal, elméleti, filozófiai és művészeti kérdésekről cseréltek eszmét. Az egyes De Stijl művészekkel konkrét művészeti kérdéseket vitatott meg. Huszárral(?) például a képsík felosztásáról, Bart van der Leck-kel a négyszögű geometrikus forma használatáról, Georges Vantongerloo-val a színekről, Oud-dal az építészetről levelezett. Ezek a párbeszédek természetesen az ő festészetét is gazdagították. Ugyanakkor Mondrian mindig is kívülálló maradt. Művészetelméleti rendszere – eltérően a többi De Stijl festőtől – elsősorban a késő XIX századi ezoterikus filozófiákra, különösen a teozófiára épült. A neoplaszticista építészet közeli megvalósulási lehetőségeit például azért vetette el, mert hitt a teozófia evolúcióelméletében: a dolgokat nem lehet megtörténésre kényszeríteni. Minden csakis a maga idejében történik meg. Mondrian szerint még nem jött el az ideje az építészet és festészet integrációjának.
Mondrian nem sokkal az amszterdami képzőművészeti akadémia elvégzése után kezdett érdeklődni a teozófia iránt a századforduló körül. 1909-ben pedig a Teozófiai Társaság tagja lett. Ekkor készült művei, köztük a jól ismert Evolúció triptichon, 1911) direkt módon kapcsolódtak ehhez a filozófiához. Később a teozófia hatása sokkal rejtettebb módon nyilvánult meg, nehezebben volt észrevehető.
A francia kubizmus megismerésével Mondrian eltávolodott a hagyományos teozofista szimbolizmustól. Létrehozta függőleges és vízszintes egyenesekre, a vörös, sárga, kék és szürke, fehér, fekete síkokra épülő rendszerét, amely megfelelőnek tűnt számára a feszültségekkel terhes, de ugyanakkor harmonikus viszonyrend kifejezésére az anyag és szellem egységében.
Érthető, hogy Mondrian „konzervatívabb” volt kollégáinál, és 1917-ben már kész rendszerrel állt elő. 1872-ben született; több mint tíz évvel volt idősebb a többieknél. Munkássága a kilencvenes évek elején kezdődött, 1917-ben már sok mindenen túl volt. Festészetében az impresszionizmustól a divizionizmuson keresztül a kubizmusig és tovább, az absztrakcióig jutott el.
Filozófiai nézetei is elrendeződtek, a De Stijl alapításakor már többé-kevésbé befejezett egészet alkottak.
Az első világháború kitörése előtt Párizsban vázlatkönyveibe jegyezgette gondolatait. Feldolgozásukra azonban csak később, 1914 és 1917 között Hollandiában került sor. Először a De Stijl első számaiban cikksorozat formájában adta közre őket Neoplaszticizmus a festészetben (Die Nieuwe Beelding in de Schilderkunst) címmel. Jegyzetein és megjelent írásain kívül kiterjedt levelezése is fontos forrást jelent. Egy-egy levélben olyan kérdéseket tárgyal részletesen, amelyek megjelent tanulmányaiban csak utalásszerűen vannak jelen. Ilyen például a művészi lét kérdése.
Valószínűleg a De Stijl festők mindegyike igennel felelt volna arra a kérdésre, hogy vajon a művészi psziché különbözik-e az átlagemberétől. Az indoklásban azonban többnyire általánossághoz fordultak volna. Egyedül Mondrian alkotott sajátos magyarázatot a művészi psziché és az emberi nemek összekapcsolásával.

### Művészetelméletéről
Kiindulása az eredendő egység gondolata volt, amely egység az ellentétek harmóniájában, a női és férfi elemek egymáshoz igazodó teljességében valósult meg. Platon androgün mítoszához és a teozófia evolúcióelméletéhez visszanyúlva az ősi egységet, az igazi boldogságot a női és férfi princípiumok egymást kiegészítő harmóniájában kereste. Rendszerében a női elem statikus, horizontális és anyagi, a férfielem eleven, vertikális és szellemi.
A negatív és pozitív pólusok vonzzák egymást. Az emberi, földi életben a két nem különvált, és ezzel az eredendő béke és harmónia megbomlott. De vannak lények, akik e kettősséget ismét egyesíteni tudják; ők a művészek.
„A pozitív és negatív egysége boldogság. És ha ez egy természetben egyesül, még nagyobb boldogság. Ez az egység a művészben valósulhat meg, aki egy személyben hordozza a férfi és női princípiumokat. Ezért többé már nem tisztán férfi.” Az utolsó mondat azt sugallja, hogy Mondrian számára a művész csakis férfi lehetett. A művész (férfi) – természetesen itt elsősorban magára gondol – közelebb áll ahhoz a bizonyos eredendő egység állapothoz, mint az átlagember; ő az, aki arra hivatott, hogy az emberiség szellemi vezére legyen.
Ugyanakkor Mondrian élesen elítélte e gondolat vulgáris értelmezését, a késő 19. századi szimbolista ábrázolásokhoz hasonló kétnemű lények naturális ábrázolását. A keleti filozófiák ezoterikus szféráiba emelkedett, amikor a „szellemi kétneműségről” beszélt.

## Művészeti periódusai részletesen

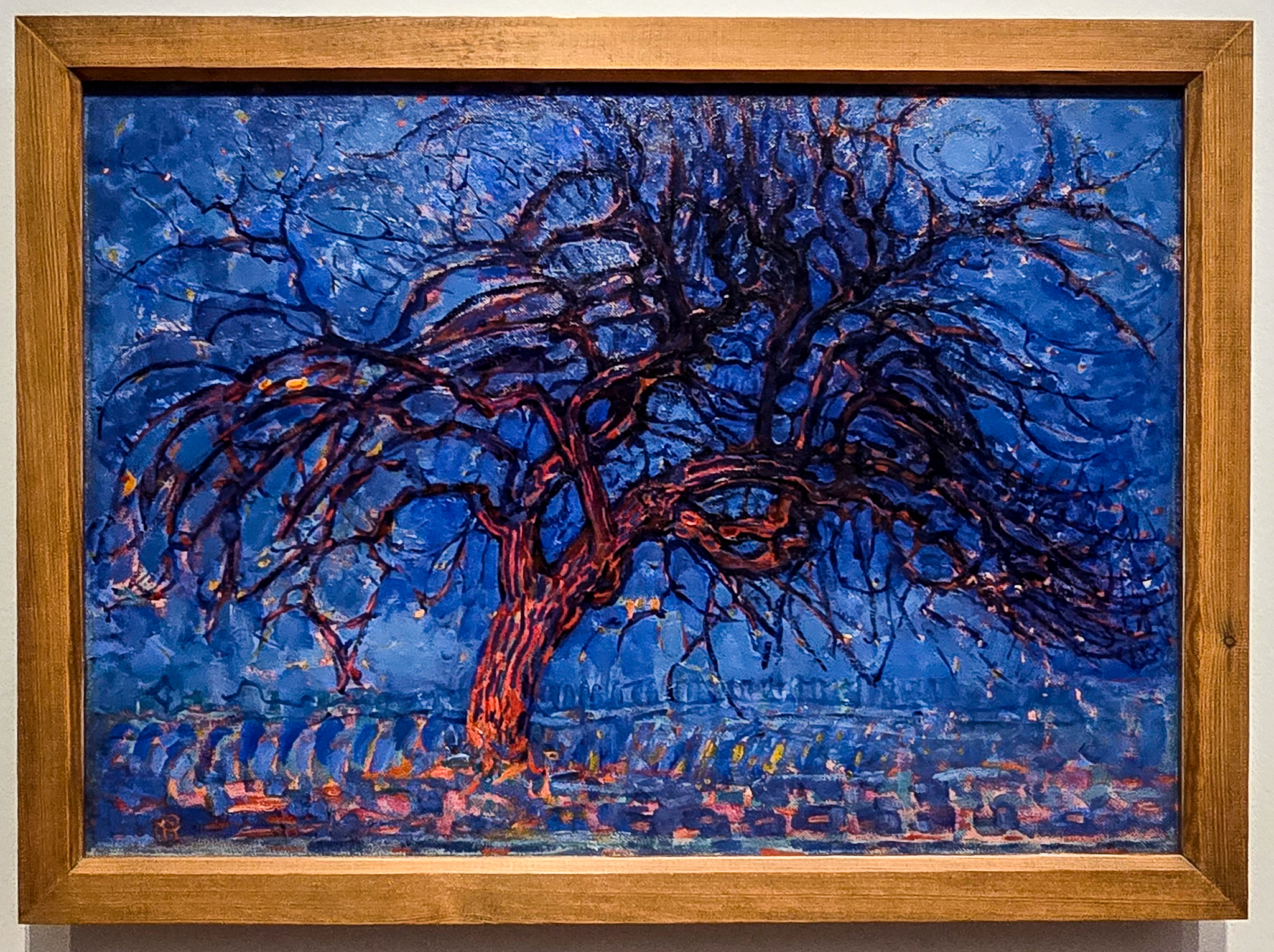
Este - A vörös fa (1909)

- Első korszak: (1888–1911) Mondrian első alkotói periódusát 1888-tól – legkorábbi fennmaradt, erdei tájat ábrázoló rajzának elkészülésétől – 1911 végéig, az első kubista képek megjelenésének idejére helyezik.

Ám az is bizonyos, hogy az 1908–9-ig elkészült majdnem négyszáz festmény és grafika nem vehető egy kalap alá. Ez a két évtized nemcsak logikusan és szorosan kapcsolódott a kubista korszakhoz s a neoplaszticista munkákhoz, hanem jelentős műveket is eredményezett. Mondrian nem egyszerűen önmagát megtagadva vált absztrakt festővé, nem egyik napról a másikra hagyott fel korábbi stílusával, hanem szigorú és következetes elemzések árán alakította ki idiómáját. Az 1888-tól 1911 végéig tartó időszak tehát több periódusra osztható, melyek időhatárai ugyan meglehetősen elmosódóak – Mondrian egy időben több úttal is kísérletezett –, ennek ellenére elkülöníthetőek.
Első korszak első periódus (1888–1900)
Első korszak második periódusa (1900–1904)
Első korszak harmadik periódus (1904–1911)
- Második korszak (Kubista periódus): (1912–1914) A periódus az első teljesen absztrakt műveket eredményezi, de még nem neoplaszticista képekkel.
- Harmadik korszak: (1914–1918) 1913 végétől, 1914 elejétől kezdődik az utolsó szakasz a neoplaszticizmushoz vezető úton, ez 1918-ig tart.
- Negyedik korszak: (1918–1942) Az 1918 és 1942 közötti korszak, melyet 1942-től a New York-i, fekete nélkül festett művek sora zár,
- Kései korszak: (1942–1944) Elkezd egy új, ám halála miatt töredékesen maradt korszakot.

### Első korszak (1888–1911)

#### Első korszak első periódus (1888–1901)
Az első periódus (1888–1900) munkái kiegyensúlyozott, tisztes szakmai biztonsággal készült akadémikus művek. Több tájkép és néhány csendélet maradt fönn, sötét tónusú, kisméretű olajképek és rajzok. Élőlény ritkán tűnik fel rajtuk, ha igen, úgy erősen érződik, hogy tanulmányként vagy megrendelésre készült („Író kisasszony”, 1894–97 körül; „Kiskutya”, (1899).
1894-ben tagja lett az Arti et Amicitae művész- és műbarát körnek, melynek első kiállítási szereplését – 1897-ben – is köszönhette, és amelynek révén megismerkedett kora legjelentősebb holland festőivel, Jan Tooroppal és Jan Sluijtersszel, majd Kees van Dongennel.
Akadémiai évei alatt – s még azután is jó darabig – tájképeket és csendéleteket festett. Képeit áthatja a holland kismesterek hagyománya, amely nélkülöz minden harsányságot, s inkább vállal egyfajta puritán kisszerűséget, picinyke mélabúval fűszerezett józanságot, mint hogy fogalmazásmódja esetleg bombasztikusnak hasson.
Hogy tanulmányai alatt – 1897-ben kiváló eredménnyel fejezte be az Akadémiát -, s azután is eltarthassa magát, keményen dolgozott. „Huszonkét évesen nagyon nehéz időszak kezdődött számomra. Megélhetésemért mindenféle munkát el kellett vállalnom: bakteriológiai rajzokat készítettem iskolák és szakkönyvek számára, portrékat és múzeumi másolatokat festettem, és órákat adtam. Később kezdtem tájképeket eladni. Kemény harc volt, de elég jól kerestem, s boldoggá tett, hogy van annyi pénzem, amennyivel folytathatom választott utamat.” – írta visszaemlékezéseiben. Pénzgondjai azonban jóval később is nyomasztóak; s jellemző, hogy még 1915-ben is kénytelen volt festménymásolást vállalni.
A változást a Szent Lukács-céh 1901-es amszterdami kiállításán bemutatott, és egy évvel korábban festett „Kislány” és „Tavaszi idill”, valamint az ugyancsak 1900-ban készült első „Önarckép” jelzi.

#### Első korszak második periódusa (1901–1904)
Valószínűnek látszik, hogy az angliai utazás (bár ez igen rövid volt), de még inkább Jan Toorop erőteljes szimbolizmusa hatott a második periódust indító képekre. Az iskolás akadémizmust a posztimpresszionizmus tanulságai váltják fel. Ködben úszó, széles horizontú tájak („Táj Amszterdam mellett”), még tompa, de világosodó színekkel festett tanyák, víztükörben visszacsillanó fasorok követik egymást.
A festésmód is változott: a faktúra plaszticitása csökkent, szélesebb, laposabb festékmezőkből épültek a képek. E korszakára emlékezve 1941-ben így írt: „Vázlatokat készítettem a holdfényben a holland mezőkön álló vagy fekvő tehenekről, halott, kioltott ablakú házakról. De nem romantikus módon festettem: a realista szemével néztem mindezt. Utáltam a dolgok és emberek partikuláris mozdulatait, de szerettem a virágokat, nem csokorban; csak az egyetlen, egy szál virágot. Környezetem arra kényszerített, hogy a dolgokat rendes képük szerint fessem, s ugyanígy élethű portrékat készítsek, így és ezért lehetett az, hogy számos rossz festményt csináltam. Ez idő alatt kommerciális rajzokat is készítettem, leckéket adtam… Évek múltán munkáim egyre jobban eltértek a valóság naturális képétől. Ez öntudatlanul, munka közben alakult ki. Nem tudtam nagy dolgokat a modern áramlatokról. Amit tudtam róluk, azt csodáltam, mégis, meg kellett találnom a saját utamat.”
Módosult a tematika is: a tájképek mellől portrék sora szorította ki a csendéleteket, ezekre csak az egyetlen virágot ábrázoló rajzok és néhány olajfestmény emlékeztet. Elsősorban egyfajta, a realizmussal keveredő és legalábbis a korszak elején naiv, mondhatnánk félénk szimbolizmus megjelenésén lemérhető a szemlélet változása is. Az „Önarckép” mereven a nézőre szegeződő tekintete, a „Kislány” szomorú, fölfelé irányuló pillantása, a kitágult szembogarak kérdést, számonkérést sugallnak egy magasabb szellem nevében: letagadhatatlanul a teozófia érvényében. A kislány arcát, de még inkább a „Tavaszi idill” kettős portréját valamiféle bánat lengi át; az egyiken amaryllisekből, a másikon rododendronokból kiemelkedő alakok romantikus érzelmes, a preraffaelitákéra, főképpen Rossettiére emlékeztető mélabús homályban lebegnek.
Mondrian szimbolizmusa mentes maradt a fantasztikumtól, még inkább a groteszktől. Későbbi, 1902 körül Brabantban festett portréi is vallásos eltökéltségű, darabos, puritán realistának mutatják, mintsem végletes metaforákkal, vizionárius intésekkel fogalmazó látnoknak. E képeken csak a hatalmas szemek, a belőlük áradó áhítat vagy kérdés utal transzcendens tartalmakra, melyeknek néhány mű teljességgel csak 1908 és 1911 között rendelődik alá. Ezekhez jelent átmenetet az 1903 és 1904 között a „Golgotavirág” című akvarellhez készült tanulmány, néhány akt, valamint a „Tavasz” című rajz.
- „Akttanulmány”: Amellett, hogy szoros kapcsolatot mutat van Gogh aktjaival (különösen a Sorrow cíművel), Mondriant Edvard Munch-kal is rokonítja. Az elesett, fiatal lány, egyáltalán, a kiszolgáltatott gyermek a századfordulónak a romantikától örökölt, kedvelt és allegorikussá növelt alakja nemcsak a képzőművészet témája volt. Stiláris elkötelezettségtől függetlenül, a századforduló egyik legjelentősebb motívumaként szerepel; így tűnnek fel a kamaszlányok Edvard Munch művein vagy a német expresszionista Erich Heckel metszetein. Ám míg Munch vagy Heckel kegyetlenül, végletesen fogalmaz, Mondrian még mindig visszafogottan realista.

#### Első korszak harmadik periódus (1904–1911)
A harmadik periódusnak (1904–1911) – ha technikailag nem is, de szellemileg-egyik legfontosabb sorozata az a néhány rajz és akvarell, amely az egyik főműhöz, az 1910–11 között készült „Evolúció”-hoz vezet: így a „Tavasz” mellett – mely Munch Madonnáinak édestestvére – az 1905 és 1909 között készült akvarell, a „Golgotavirág” s az 1908-as „Áhítat” című olajkép.
- „Áhítat”: (1908) A kép sárga-vörös kontrasztjával, Munch-éra emlékeztető hosszú, folyamatos ecsetvonásaival az északi, romantikus szimbolizmus és a fauvizmus, más szempontból az egyénített portré és az allegorikus fogalmazás szintézise. Az akvarell, melyen két golgotavirág között szemből ábrázolt, lehunyt pillájú, hátravetett fejű nő látható, szintén tágan értelmezhető mű. Merev, szimmetrikus kompozíciójával, a virágokat hangsúlyozó indás ornamentikájával, sápadt színeivel mintha Mondriannak a szecesszióval – melynek nemigen maradt festészetében másutt nyoma – kapcsolatos tapasztalatait összegezné, egyszersmind vázlatként is szolgál az Evolúcióhoz.
- „Evolúció”: (1910–11) A triptichon szellemileg, tartalmát illetően a teozófiának, Mondrian világszemléletének az összefoglalása, egyben azoknak a műveknek a sorát követi, amelyek a XIX. század végén, majd a XX. első évtizedében az emberi létállapotokat, a fizikai és mentális fejlődés vagy éppen romlás stációit rögzítik egyetlen műben. Óhatatlanul eszünkbe kell jusson az Evolúció láttán Gauguin „Honnan jövünk? Mik vagyunk? Hová megyünk?” című műve, Hodler hatalmas vásznai vagy Munch többször is megfestett, fába metszett és lemezre karcolt témája; a nő életének három állapota, Mondrian azonban mindannyiuknál tételesebben, egyszersmind elvontabban vizsgálja a test és a szellem viszonyát, a szellem útját.

Hideg kék-sárga kontrasztjaival, misztikus, távolító zöld fényeivel, enyhe békaperspektívájával – ez domburgi képeinek egyik jellegzetessége, de így komponálta már korábban is néhány erdős táját („Erdei táj”), s szélmalmainak jó részét –, a merev, mozdulatlan, erősen kontúrozott, szembenéző, ruhátlan nőalakok stilizáltságával az „Evolúció” valóságos tanfestmény.
Az egyértelmű (?) és hangsúlyos szimbólumok után – a homályból előtűnő lótuszvirág a szellem kivirágzását, egyben a kozmikus harmóniát jelképezi (többek között), a hatágú csillag az ellentétek egységét, a makrokozmoszt, az univerzális embert (ugyancsak egyebek mellett) – rejtettebb és tágabb jelentéskörökkel rendelkező jelképek sorával dúsította föl Mondrian a triptichont.
Az első táblán a figura háromszög alakú mellbimbói és köldöke a föld felé irányulnak, a másodikon az ég felé, a harmadikon pedig rombusz formájukkal a nőalak vállai fölött lebegő hatágú csillagokkal korrespondálnak, erősítve azok jelentését. A két szélső táblán a szemek zártak, a középsőn azonban nyitottak, s a tekintet éppoly merev, egyben sugárzó, mint az 1900-as Önarcképen vagy a kislányportrén.
Mindezek alapján valószínű, hogy Mondrian az ember „szerkezetének” teozófiai fölosztását „illusztrálta”, mely szerint az „alkatrészek” közül az első a sűrű, anyagi test, a második az asztrális (az érzésekkel, vágyakozásokkal, szenvedélyekkel), a harmadik a mentális test, melynek alsó régiójában a gyakorlati gondolkodás képessége, magasabb szférájában pedig az elvont gondolkodás tehetsége lakozik. A negyedik, a szellemi, a spirituális test (ebben az intuíció, az igazi megismerés ereje honol) természetesen nem ábrázolható, hiszen ez a három „alkatrész” egységéből következtethető.
Mondrian az Evolúcióval világszemléletét tételesen illusztrálta. Az ilyesfajta didaktikus példázatossággal sem korábban, sem a későbbiekben festészetében nem találkozunk, az azonban bizonyos, hogy a harmadik periódus a tudatosság – a tárgyválasztásban és az eszközökben –, az analitikus módszer kialakulásának korszaka, s különösen igaznak tűnik ez, ha némi csúsztatással a neoplaszticista képek felől tekintünk vissza az 1904 és 1911 között készült művekre. Mondrian festészete e hét éven belül is egyre koncentráltabbá vált.
Az említett szimbolikus nőalakok mellett szinte kizárólag tájképeket festett, melyek témaköre 1908 után alaposan megváltozott. Az addig kedvelt magányos tanya motívuma eltűnt, ahogy igyekezett megszabadulni minden olyan témától is, mely mozgást, változást sugallna. Képtárgyai – a portrékat kivéve – amúgy is érzelemmentesek, önmagukban kevés asszociációra alkalinat adó töltést hordoznak.
- „Vörös felhő”: (1907) Talán az egyetlen kivétel ebből a korszakból az 1907-es Vörös felhő, melyen hatalmas, vérző sebként világít a bálvány, tompa zöld táj fölött lebegő, szeszélyes alakú felhő.

A képkivágás szűkült, s csak a magukban álló szélmalmok, templomhomlokzatok vagy fák, 1909-től pedig a domburgi és westkapellei tengerpart világítótornyai és dűnéi kaphattak helyet a képen. A szinte környezet nélküli magas tornyok fallikus jelképként merednek keskeny keretükben, színeik egyre világosabbak, intenzívebbek, tisztábbak. Keveredik rajtuk Van Gogh, a pointillizmus és a fauvizmus hatása.
A festésmód és a színválasztás drámaivá teszi a képeket, a tárgy semlegessége ellenére is. A pointillizmuséra emlékeztető technikával festett vásznakon (Malom napfényben, Westkapellei világítótorony, Dűne, 1910 körül) a felületet viszonylag nagy, mozaikszerűen fölrakott vastag festékfoltok szervezik. Durvábbak, keményebbek ezek, mint Seurat vagy Signac, más szempontból pedig Van Gogh képeinek foltjai, ám nem is az a pontos céljuk, hogy a retinán egybeolvadva adják meg a kívánt tónust, sokkal inkább utalnak Monet roueni templomhomlokzat-sorozatára, persze a felület szerkezetének túlhangsúlyozásával. Bizonyítja ezt az is, hogy a festékfoltok rendszerint négyzetesek, s keményen határolva egymástól, építőkockaként, soronként rakódnak össze. Más képeken az Áhítaton is látott hosszú, folyamatos, egyenes ecsethúzásokkal ábrázolta tárgyát (Westkapellei világítótorony,), a függőleges festékcsíkok a végletekig hangsúlyozzák a vertikalitást, melyet az ember kicsinységére rámutató békaperspektíva is erősít.
E korszak tájképeinek színei is a koncentráció, az egységesedés és szigorodás folyamatát mutatják. A kizárólagosság attitűdje jelenik meg az alapszínekkel: a vörös, sárga és a kék mellett gyakorlatilag alig játszanak szerepet a többiek (A vörös malom).
Már idézett 1941-es Önéletrajzában írja Mondrian: „ .. fölcseréltem a dolgok naturális színét a tiszta színekre. Éreztem, hogy a naturális szín a vásznon nem ugyanaz, mint a valóságban, s hogy a természet szépségét tükrözhesse, a festőművészetnek új útra kell térnie.” A látszólagos ellentmondás dacára Mondrian ezzel ugyanarra a következtetésre jutott, mint amit Cézanne fejtett ki Joachim Gasquet-nek: „Vásznam és a táj – mindkettő rajtam kívül van, ám az utóbbi kaotikusan, zavarosan, logikus élet nélkül, minden értelem nélkül; ezzel szemben az előző, tehát a vászon világa: állandó, kategorikus, részt vesz az eszmék alakításában.”

### Kubista korszak (1912–1914)

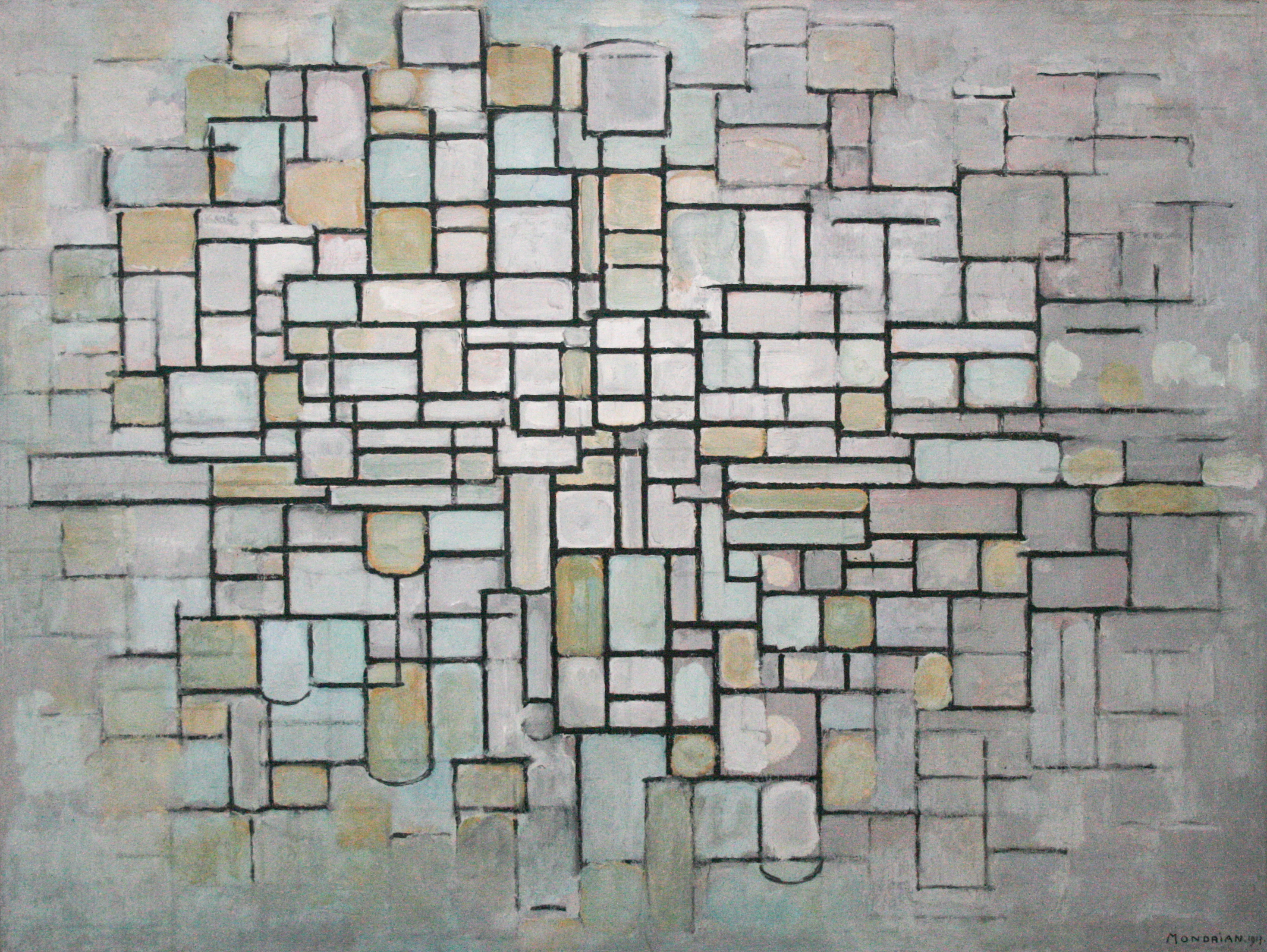
11. számú kompozíció (1913)

Mondrian annyira Picasso és Braque kubista alkotásainak a hatása alá került (műveikkel 1911 őszén egy amszterdami kiállításon találkozott), hogy elhatározta, Párizsban telepedik le, és csatlakozik az új irányzathoz.
1911. december 20-án hagyta el Amszterdamot, hogy találkozhasson a kubista festőkkel, s természetesen magával az áramlattal is, melyben elmerülhetett, amelyért felhagyhatott az addig beszélt idiómával: a már kialakult, többé-kevésbé sajátos formarenddel. A lépésre nem intuíció, nem hirtelen felismerés, választás kényszerítette. A tudatos készülésnek, az átgondolt kísérletnek fontos, de csak egyik állomása a párizsi két és fél év s az a mély, alapvető, de időben rövid kubista hatás, amelynek Mondrian szándékosan alávetette magát.
Mondrian számára az új út a kubizmus volt. De nem is igazán út, csak segítség, igazolás, bizonyítás. Rövid kubista korszakában nem elsősorban a tér új értelmezése foglalkoztatta (erre csak néhány csendélete utal, például a Csendélet gyömbéres tállal című), hanem a sík formák elemi alkotórészeit és azok viszonyát kutatta. Mondrian 1912–1914-es párizsi tartózkodása alatt a kubizmust az absztrakció határáig fejlesztette.
1912-ben, negyvenéves korában revelációként hatott rá a kubizmus megismerése Párizsban. Erkölcsi és esztétikai fordulata bizonyítékaként megváltoztatta neve írásmódját. Két évvel később így nyilatkozott. „Művem befejezett, megtettem, amit tennem kellett. ”
- Eukaliptusz: (1912) Ezen a vásznon még nem jutott el odáig, még nem tette meg a nagy ugrást a teljes geometrikus absztrakció derékszögei és alapszínei szigoráig, de már elvonatkoztat a természeti tárgytól, és a forma és a szín viszonylatainak kialakítására törekszik.
- Csendélet gyömbéresdobozzal I.: A korábbi stílusával való szakítás jól látható a kép két változatán: az első, hagyományos kompozíción a tárgyakat valósághűen ábrázolja, a másodikon jelekre redukálja őket. Ami az első képen fehér szalvéta volt, rajta egy késsel, abból a másodikon egy átlóval átszelt fehér felület lett.
- Csendélet gyömbéresdobozzal II.:

Az 1910–1911-ben festett fa-sorozat, vagy a templomhomlokzatok struktúrájának vizsgálatából fakadó tanulságok következményeit tárják fel a Virágzó almafák, a Tájkép fákkal, a Kompozíció No. 9
- A Virágzó almafák: A kép néhány kubista festményének egy sajátosságára is felhívja a figyelmet. Miközben a kép már majdnem teljesen absztrakt, a függőlegesek és vízszintesek hálójában is csak néhány íves vonal utal a tárgyra, a fák ágaira; Mondrian itt mintha „visszacserélte” volna a tiszta színeket „a dolgok naturális színére”: a bár kemény ecsetvonásokkal fölrakott, mégis finom rózsaszínek, halványkékek és fehérek nemhogy emlékeztetnek az almafavirágra, de hihetetlenül érzékivé teszik a vásznat, mintha a festő egy utolsó, nosztalgikus kényszernek engedelmeskedett volna.

A Kompozíció No. 9 – s vele a Kompozíció No. 6 és No. 8 mindkettő 1914-ből – azonban már tökéletesen példázza a „csere” eredményét. Nemcsak a formát, de a színeket illetően is végleges a szakítás: Mondrian elemelkedett a földtől. S ha készült is egy-egy önarckép vagy virág a későbbiekben baráti biztatásra vagy a megélhetésért, 1913 végétől Mondrian végleg felhagyott a látványhűséggel.
Saját szempontjából joggal jelenthette ki: „… a kubizmus nem vonta le a saját felfedezéseiből eredő logikus következtetéseket”; ő ezek egy részét-a forma és a szín teljes redukciójával-leszűrte.
1913–14 körül írta jegyzetfüzetébe: „A művészet a valóság egésze fölött áll, nincs vele közvetlen kapcsolata. A fizikai és az éteri szféra között határ van, ahol érzékeink megtorpannak. Ám az éteri ugyanakkor áthatja a fizikai szférát, s mozgósítja azt. Így a szellemi szféra áthatja a valóságot. De érzékeink számára ez két különböző dolog: szellemi és anyagi. Hogy a művészet közelíthessen a szellemihez, minél kisebb mértékben használható fel a realitás, mert a valóság szemben áll a szellemivel. Így kap az elemi formák használata logikus magyarázatot. Mivel a formák absztraktak, bennük egy absztrakt művészet jelenlétére ismerhetünk.”
1912-ben és 1913-ban részt vett a Függetlenek Szalonján rendezett kubista kiállításokon. Fákat ábrázoló képeivel és csendéleteivel azonban itt sem aratott sikert, különösen első jelentkezésekor nem. A francia kritika – még a művészeti progressziót támogató is – erősen soviniszta volt: az „idegenek” képeit konok ellenszenvvel szemlélte, s értékeiket csak a legritkább esetben volt hajlandó elismerni. A kubizmussal szemben ellenséges ítészek pedig az egész irányzatot, a „barbár kubizmus”-t az idegenek „bűnének” tekintették.
Elismerést – bár nem teljesen fenntartás nélkülit – csak 1913-ban kapott. André Salmon, a költő és kritikus, aki egy évvel korábban Mondrianról írva még kijelentette: „tapogatózva műveli a kubizmust, sejtelme sincs a tömeg törvényeiről. Sajnos, az ilyesfajta újoncok sokáig vezetik még tévútra a közfelfogást”, most valamivel nagyobb megértéssel fordult képei felé.
Apollinaire pedig a Montjoie című lapban így írt Mondrianról: „Úgy tűnik, hogy Picasso hatása alatt áll, de megőrizte személyiségét. Fái és női portréi egy érzékeny alkotófolyamatról tanúskodnak.” Apollinaire jó szándékú kritikájának egyetlen szépséghibája: valószínűtlennek tűnik, hogy Mondrian 1913-ban női portrékat állított volna ki a Függetlenek Szalonján, hiszen utolsó ilyen témájú festményeit még 1912 elején készítette, s ezeket csak 1922-ben egy amszterdami csoportkiállításon mutatta be.
A párizsi kiállítások mellett a kortárs művészet nagy, németországi tárlatain is részt vett. Így 1912-ben a majd félévig nyitva tartó Internationale Kunstausstellung des Sonderbundes Westdeutscher Kunstfreunde und Künstler zu Köln címűn, melyen a kor legjelentősebb festői és szobrászai állítottak ki; a következő évben pedig a berlini Erster Deutscher Herbstsalonon szerepelt. Ez utóbbi kiállítás jelentőségét többek között az adja, hogy rendezője, Herwarth Walden, hosszas szervezőmunka után háromszázhatvanhat festményt gyűjtött össze a tárlatra, ezzel föltárta a kortárs törekvések teljes keresztmetszetét, s emellett egy-egy mű révén fölvillantotta azt a hatást is, amelyet az orosz népművészet, a török és indiai miniatúrák, a japán és kínai tájképek gyakoroltak az aktuális tendenciákra.
Mondrian hamarosan messze túlhaladt a valóság varratainak statikus, intellektuális, kubista felfejtésén. Egy önéletrajzi esszéjében, melyet röviddel halála előtt ír, így emlékezett: „Fokozatosan tudatosodott bennem, hogy a kubizmus nem mer szembenézni saját felfedezéseinek logikus következményeivel, az absztrakciót nem a végső cél, a tiszta realitás kifejezése irányában fejlesztette.”
1912 és 1914 – Hollandiába való visszatérése – közötti munkásságában fokozatosan és rendkívül érzékenyen bontja le a vizuális valóságot síkokra, a vízszintes és a függőleges vonalak derékszögű kapcsolódására.

### Harmadik korszak (1914–1918)
1913 végétől, 1914 elejétől kezdődik az utolsó szakasz a neoplaszticizmushoz vezető úton, ez 1918-ig tart.
1913-ban készültek Mondrian első absztrakt képei. Fák és épületek analízisének eredményei voltak ezek, melyek megőrizve a kubizmus jellegzetességeit, már túlmutatnak a kiindulást megalapozó elmélet, a kubizmus határain. Képeit egyre inkább csak „kompozíció”-ként jelölte, utalva arra, hogy ezek már öntörvényű művek, nem a valóság leképezésének, hanem egy, a művész által teremtett természetnek a gyümölcsei.
Kompozícióit először Amszterdamban, 1913 novemberében, a Modern Művészet Köre harmadik kiállításán mutatta be, s velük végre sikert aratott. Képeinek tisztasága, racionalizmusa elismerésre késztette a holland kritikusokat, s a hazájában korábban „degenerált”-nak” titulált Mondriant most a „tiszta érzelmek” kifejezőjeként üdvözölték.
Már csak képcímek emlékeztetnek a „fizikai szférára” – Templomhomlokzat, Dűnék, A tenger, Móló és óceán –, a képek maguk függőlegesekből és vízszintesekből, kisebb-nagyobb keresztekből állnak, melyek gyakran különösnek ható, még a kubista képkivágásra emlékeztető ovális formába szorulnak.
Mondrian mintha optikát váltott volna; talán az 1908–1909 körüli templomhomlokzatok, fák meghatározó, fénytől kiélesedő vonalait vagy kemény, pointillista festékfoltjainak kontúrjait emelte el a tárgytól; mintha a tenger folytonosan ismétlődő hullámainak ritmusát kopogta volna vászonra.
„Nézve a tengert, az eget és a csillagokat, a kereszt megsokszorozásával ábrázoltam azokat. Lenyűgözött a természet nagysága, és megpróbáltam megmagyarázni kiterjedését, nyugalmát, egységét. Ez talán abban az értelemben, hogy egy művészetkritikus nevezné, karácsonyi festészet. Én azonban éreztem, hogy úgy dolgozom, mint egy impresszionista, a különös érzeteket és nem önmagában a valóságot értelmeztem.” – emlékezett e korszakra 1941-ben szelíd öngúnnyal. Mert ha Mondrian utólag, majd harminc évvel később impresszionistának érezte is módszerét, a plusz-mínusz képek – ahogy Seuphor nevezte el őket – rendkívül tudatos munka eredményei, a tagadhatatlan áhítattal együtt.
1914-re – jegyzetfüzete tanúsága szerint – az elmélet nagy vonalakban készen állt. A képek „keresztjei” sem, vagy nemcsak „karácsonyi” szimbólumok. Kiegyensúlyozottságuk mélyebbről fakadt: „Mivel a férfi princípiumot a függőleges vonal reprezentálja – írta 1913–14-ben –, a férfielem felismerhető (például) egy erdő álló fáiban. Ennek kiegészítője látható (például) a tenger horizontvonalában.”
E mondatok alapján számtalan következtetés adódik. Lemondva a pszichologizálásról, most csak kettőre érdemes ügyelnünk. Az egyik: visszamenőleg így válik érthetővé Mondrian tárgyválasztása, témáinak erős „geometrizmusa”, a hangsúlyozott függőlegesek és vízszintesek már 1903-tól; a másik: az idézett Cézanne-mondatok, ha eddig csak megfelelést, most választ és folytatást is kaptak.
Mondrian plusz-mínusz képei jórészt nagyméretű fekete-fehér rajzok.
Móló és Óceán sorozat
Mondrian legfontosabb szerepét, amellyel a De Stijl kezdeti fejlődéséhez hozzájárult, az 1914 és 1917 közötti „plusz-mínusz” kompozíciók jelentik. „Móló és óceán” képeknek is nevezik ezeket, mivel a tenger, illetve a Hága melletti Scheveningen kikötőgátja ihlette őket. („A tengert, az eget és a csillagokat figyeltem, meg akartam mutatni plasztikai funkciójukat az egymást keresztező függőlegesek és vízszintesek sokaságán keresztül.”)
A képeken a mólóhoz és a parthoz verődő hullámok ritmikus mozgását érzékelteti; ez a sorozat Mondrian utolsó olyan munkáit tartalmazza, amelyeknél még konkrét természeti jelenségből indul ki. A formai kifejezés vízszintes és függőleges egyenesekre korlátozása már a De Stijl képi eszköztárának alakulását jelzi.
Csak a korszak végén, 1917–18-ban szaporodnak meg ismét a festmények, miután a neoplaszticizmus alapelveit írásban is rögzítette, s a De Stijl is készen állott a megjelenésre.

### Negyedik korszak (1918–42)

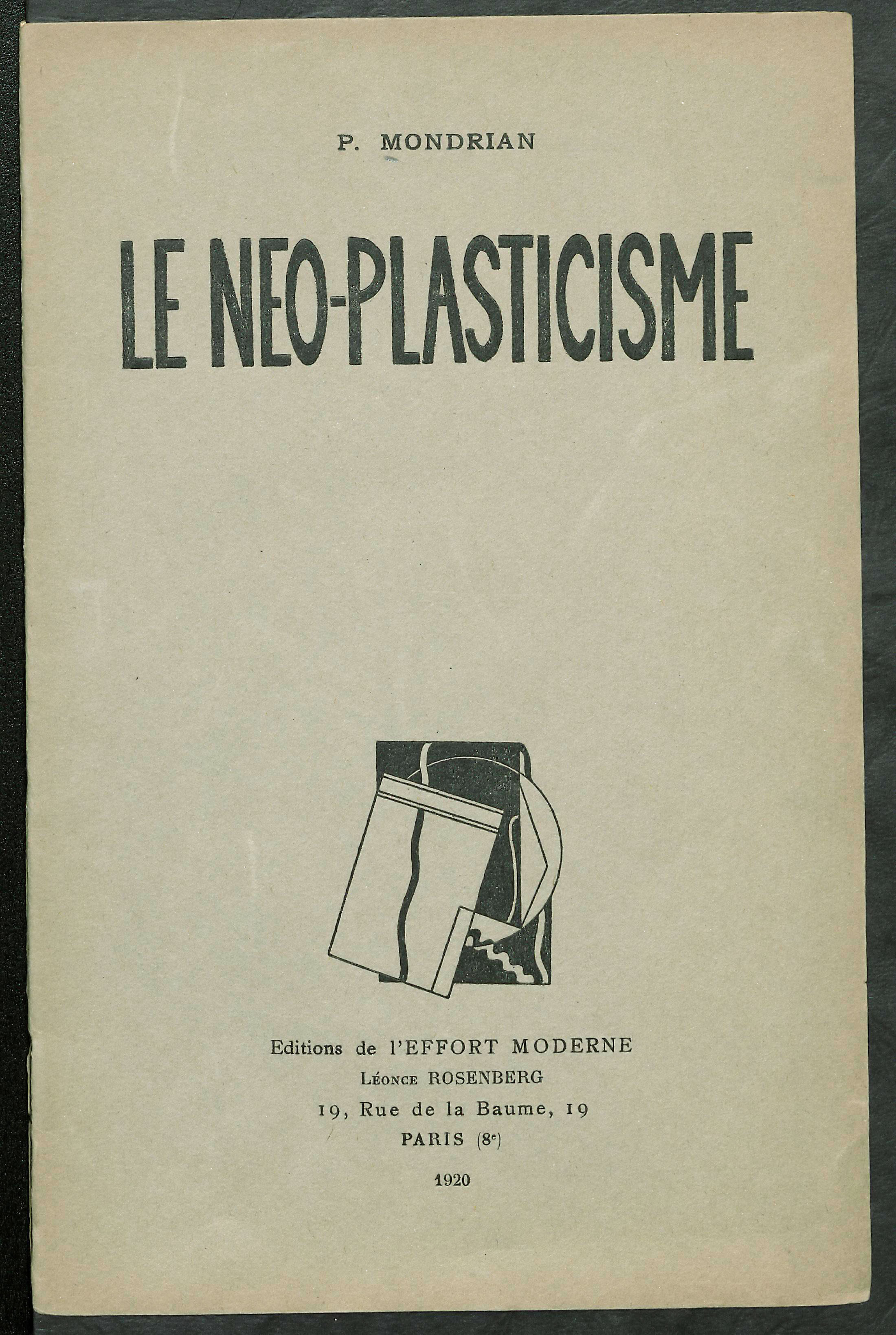
borítólap

Mondrian-tól a De Stijl 1917 és 1919 között három írást adott ki, melyek közül a legfontosabb Az új formálás a festőművészetben című, a folyóirat első számának – és 1917–18-ban további tizenegynek – a gerincét jelentette. Az esszé, mint címéből is kitűnik, elsősorban a síkábrázolás felől közelítette-vizsgálta a valóság leképezésének új formáját, de szentenciái – bizonyos módosításokkal – alkalmazhatók a művészet más műfajaira is, mint ahogy maga Mondrian – később – megfogalmazta ezeket az építészet, a színház, sőt a zene számára is.
A neoplaszticizmus lényegét – Az új formálása festőművészetben első részét idézve – így sommázhatjuk:
„A természetben minden vonatkozáson egyetlen primordiális vonatkozás uralkodik, a szélsőségek vonatkozása. Az absztrakt festészetben ez a vonatkozás pontosan megfelelő kifejezést nyer a derékszög helyzetének kettősségében, ennek felismerésében. Ez minden vonatkozás között a legkiegyensúlyozottabb, mert két extremitást tökéletes harmóniába hoz egymással, és minden más vonatkozást magába zár.” (Egyszersmind – mint erről szó volt, és itt is kifejti – a vízszintes a női, a függőleges pedig a férfi princípium megfelelője, a két irány, dimenzió, vonatkozás adott konzekvenciával.) „A művészi kifejezőeszközöknek – folytatja – tökéletesen egybehangzóaknak kell lenniük azzal, amit ki akarnak fejezni. Ha tehát az a rendeltetésük, hogy közvetlenül kifejezzék az univerzálist, akkor maguknak is univerzálisaknak, tehát absztraktoknak kell lenniük.”
„A kozmikus relációk egzakt ábrázolása által fejezzük ki közvetlenül az univerzálist. A ritmus által, az ábrázolás materiális valósága által fejeződik ki a művésznek mint individuumnak a szubjektivitása.
És így tárul fel előttünk az univerzális szépség, anélkül, hogy az általános emberiről lemondana.(…)”
A neoplaszticizmus kidolgozására 1914 és 1917 között a teozófián s a kálvinista puritanizmus elfojthatatlan, letagadhatatlan örökségén kívül maga a történelem is ösztönözte-kényszerítette Mondriant. Bár kevés nyoma van annak, hogy Európa szétzilálódása, a világháború, a forradalmak közvetlenül tükröződnének Mondrian írásaiban, a De Stijlben 1919–20-ban tizenegy folytatásban közreadott, A természetes és absztrakt valóság című platonikus „trialógusban” félreismerhetetlenül megnyilatkozik a valóságból az egyetemesség, az állandóság utópiájába menekülő ember riadtsága – rendíthetetlenségbe burkoltan:
„Látjuk – mondja Z, az absztrakt festő a csillagos eget figyelve –, hogy más valóság is létezik, mint az emberi kicsinyesség ágálása. Világosan látjuk, hogy mindez mennyire hiábavaló: minden, ami különválik, megszűnik létezni. A lényeget látjuk: az emberi akarat változékonyságával szemben a változatlant szemléljük.” Majd így folytatja:. „Vallom, hogy a kontempláció, a megformált látás az ember számára rendkívül fontos. A kontempláció révén közelebb jutunk a változatlan, az egyetemes tudatos felismeréséhez, s a változékony, az individuális, az emberi kicsinyesség bennünk és körülöttünk hiábavalónak fog tűnni szemünkben. Az elvont esztétikai kontempláció révén olyan eszköz adatott az embernek, amelynek segítségével tudatosan képes egyesülni az egyetemessel. Minden érdek nélküli kontempláció – mint Schopenhauer is mondja – az embert saját természetes léte fölé emeli. E természetes lét követeli, hogy az ember mindent megtegyen anyagi állapotának javításáén, hogy megőrizze az individualitását. Ugyanakkor szellemi igényei nem közelítenek az egyetemeshez, mivel az ismeretlen számára. De a kontempláció esztétikai pillanatában az individuális elhalványul, és előtűnik az univerzális. A festőművészet legalapvetőbb értelme mindig az volt, hogy a kontemplációban előtűnő egyetemest a szín és a vonal révén materializálja.”
Nem arról van szó tehát, hogy Mondrian hátat fordított volna a megbomlott világnak és a közönyös természetnek. Csakhogy míg mások az „érzések zűrzavarát” a gáttalan szubjektivitással vagy szociális (szocialista) utópiákkal igyekeztek leplezni vagy feloldani, Mondrian a rend, a harmónia „abszurdumáig” kormányozta festészetét és elméletét.
„Minden érzés, minden személyes gondolat, minden tisztán emberi akarat, minden esetleges vágy, minden, a szóban rejlő kétértelműség a tragikus megjelenéséhez vezet, és lehetetlenné teszi a béke tiszta kifejeződését” – írja jegyzetfüzetében.
És a tragikus kifejezőivé lesznek a 90°-on innen és túl eső szögek egyébként Seurat is a derékszögben látta a harmónia megtestesülését-, a három alapszínen és a feketén, fehéren, szürkén kívüli színek; megszűnik tehát minden szeszélyes forma, minden esetlegesség, s csak a ritmus, az egyenesek és színnel töltött mezők tagolása, mértéke őrződik meg.
Mondrian ad abszurdum váltotta be a német expresszionista festő, Franz Marc 1914 táján megfogalmazott vágyát: „Minden művészet alaphangulata: vágyódás az oszthatatlan lényeg és efemer életünk érzéki csalódásaitól való szabadulás után […] (Olyan, nem földi lényeget szeretnénk mutatni, mely ott lakozik minden jelenség mögött; legszívesebben összetörnénk az élet tükrét, hogy a lényegbe bepillanthassunk – ez a célunk.) […] A látszat öröktől fogva lapos, de mégis tovavonszol, s tükrében nem látszik szellemünk: gondoljunk csak egész világképünkre. A világ valóságos formáiban marad vissza, s csak mi, művészek sejthetjük meg ezt a formát; egy démon ajándékaként leselkedhetünk be a világ hasadékaiba, s álmainkban e szellem vezet bennünket a világ tarka kulisszái mögé.”
Ami végül a neoplaszticizmus elméletét és gyakorlatát illeti, s amiben alapvetően különbözik a tízes évek közepén-végén megjelenő rokon szellemű tendenciáktól – az abszolút érzékenységet megcélzó szuprematizmustól vagy a társadalmi elkötelezettségű konstruktivizmustól, produktívizmustól, prountól, aktivizmustól, purizmustól – az egyrészt az individualitás, a személyesség teljes tagadása; Mondrian nem az Én-tudat felől közelített az univerzálishoz, hanem éppen fordítva: az egyetemesbe oldottan, annak részeként, az általános megnyilatkozásának tekintette a szubjektumot.
A művészetet – másrészt – nem közvetlen társadalmi célok elérésének eszközeként értékelte, hanem az ember és az univerzum, a misztikus, egyszersmind transzcendentális világmindenség ugyancsak transzcendentális megközelítéseként; nem eszközként tehát, hanem eljárásként. Így Mondrian számára a neoplaszticista kép – vagyis világszemlélet – nem a világ szerkeszthetőségét, építhetőségét volt hivatva hirdetni, a mű nem felszólító erejű metafora, mint a konstruktivistáké vagy az aktivista képarchitektúra, hanem a végsőkig tisztázott viszonyok, modulációk minden asszociatív tehertől mentes – végül is a paradoxonnal együtt transzcendentális realitása.
Másképpen fogalmazva: míg a politikusan elkötelezett konstruktivista tendenciák új világképe egy valóban új világ képét vetítette föl, addig a neoplaszticizmus a meglévőnek valódi és örök struktúráját igyekezett föltárni abban a reményben, hogy az igazsággal való szembesülés az egyetemes föltárulásának, ez pedig a lelki, a szellemi és a társadalmi békének gyümölcsét érleli.
Az 1917–18-ban festett vásznakon fehér vagy világosszürke háttér előtt lebegő, egzakt négyszögekben ismét föltűnnek az alapszínek, elsősorban a kék és a vörös; olykor ezek pasztelles, világős változatai, máskor törötten, feketével keverve. Mondrian művei közül még talán e szétszórt színmezők emlékeztetnek leginkább a geometrikus absztrakció kortárs – elsősorban orosz – képviselőinek munkáira, ám igencsak távolról, hiszen a 90°-os szerkesztés követelte „soros” elrendezés majdnem teljesen elfedi azokat a benyomásokat, amelyek a tér illúzióját kelthetnék, s a tántoríthatatlan derékszögek fékezik a dinamizmust, egyszersmind a lebegésből adódó bizonytalanságot is.
E képekkel Mondrian-t a szín és az alap, a színes mező és az üres sík viszonyát vizsgálta (Kompozíció kékben, B, Kompozíció fehér alapon tiszta színmezőkkel, A, 1917).
Az 1918–19-ben készített munkái a szerkesztést, a képépítés struktúráját analizálták.
A neoplaszticista képek két, összetartó „technikai” kulcsfogalma az egyensúly és a reláció; ez utóbbi a kapcsolat, arány, viszony tartalommal. Mondrian képeinek szerkezeti egyensúlyát – de fogalmazhatnánk a tágabb jelentéskörű és érzelmesebb hangulatú harmóniával is – 1917-ig egyfajta, gyakran didaktikusan merev szimmetria biztosította, mint a Golgotavirágon, az Evolúción, számos szélmalmot ábrázoló képén, s végül a Móló és óceán rajzok többségén.
Ez a fajta szigorú szerkesztésmód 1917-től eltűnik a színes síkokat rögzítő művekkel, hogy egy másféle, még kevésbé engedékeny rendszer foglalja el a helyét: a négyzetre, máskor téglalapra szerveződő raszter.
Az egyensúly tehát már nem a kép két felének egymáshoz mért viszonyából, arányából, megfeleléséből fakad, hanem a képépítő elemek mögött, s azokon felül fölfedezett (megnyilatkozó) szerkezetből. Az osztások, a halványan festett – rajzolt raszterhálók az 1918–19-ben készült műveken rendre megjelennek, egyelőre még közvetlenül föltárva a formákban rejtőző, azokat építő rendszert. (Kompozíció szürkében, Kompozíció: világos színek, szürke vonalakkal,)
E struktúra legkisebb alapelemei a szabályos négyzetek vagy téglalapok, melyekből a művész a ritmus, „az ábrázolás materiális valósága” által választ és szerkeszt nagyobb egységeket; szándéka szerint egyedül ennek révén sugározva ki saját Énjét, vállalva szubjektivitását.
Az arányok és a ritmus látszólagos monotonitása magyarázza azokat a kísérleteket – a legfontosabb a szobrász, Georges Vantongerlooé –, amelyek valamiféle matematikai módszert, képletszerűséget tételezve a Mondrian-képek szerkesztésében, megpróbálták fölfedni a mezők egymáshoz mért viszonyában a számszerűséget. Ám az aranymetszésen és néhány esetben az ahhoz közelálló Fibonacci-féle számsornak való – majdnem – megfelelésen kívül nem találunk ilyesféle összefüggést, éppen mert a ritmus a szubjektum egyetlen csatornája.
E néhány év a legmélyrehatóbb elemzések időszaka. Mondrian lépésről lépésre haladt: külön vizsgálta a szín, a forma és a szerkezet önmagában való viszonyát, hogy aztán 1919 végére az analízis eredményeit egybegyűjtse, s a három elemet egy síkra vetítve, azokat egymással tökéletes fedésbe hozza.
Az első „klasszikus” neoplaszticista képek (1919 végétől 1921-ig) még őrzik a raszter nyomait. Annyiban legalább, hogy viszonylag zsúfoltnak hatnak, a színes mezők méretében még nincs igazán nagy különbség, s egy-egy vásznon belül a színek több árnyalatban is feltűnnek. Sőt, bizonyos átmenetiséget jelezve, az alapszínek mellett a zöld vagy zöldbe hajló sárga is előbukkan (Kompozíció vörössel, kékkel és zölddel, 1920; Kompozíció vörössel, kékkel és sárgászölddel,).
A mezőket határoló, derékszögben találkozó egyenesek – melyek gyakran még szürkék –, azonos vastagságúak, s minden esetben kifutnak a vászon széléig. Inkább valamiféle öröm árad ezekből a képekből – ezt a Párizsba való visszatérés is erősíthette Mondrian-ban-, mint a szigor; engedékenység, ha úgy tetszik, a felfedező, a törvényt megismerő és azzal élni tudó magabiztos engedékenysége.
1921 végétől a képek kompozíciója módosul. A legnagyobb hangsúlyt egy, általában a vászon bal oldala felé eltolt fehér négyzet kapja, melyet többnyire két oldalról határolnak a jóval kisebb színes és fekete-fehér mezők. Egyre ritkábban fordul elő, hogy egyetlen művön belül mindhárom alapszín feltűnjék, s e színek most már valóban keveretlenek, tiszták. A vonalak vastagsága is változó, s gyakran nem futnak a kép széléig; kiszakítottságot, egyben folytathatóságot jelezve egy nagyobb struktúrá részeként tételeztetik a megfestett vásznat.
Mondrian 1923–24-ben krizantémokon kívül szinte semmit sem festett.
1925-ben talán a Theo van Doesburggal való szakítás következményeképpen is, még szikárabbak lesznek képei. Míg négy évvel korábban tíz-tizenöt mezőből épültek munkái, sőt, 1920-ban a színes négyszögek száma gyakran húsz fölött volt, 1925–26-tól öt-hatra redukálódtak, s a szín szerepe ezekben az években látszólag visszaszorult. (1926-ban megfestette a plusz-mínusz képek óta első, pusztán fekete-fehér vásznait.) Éppen annak következtében csak látszólag, mert egy-egy képen csak egy, esetleg két mező – akármilyen kicsiny négyszög is – telítődött színnel, a szerkezet egyensúlya stabil maradt, sőt az erős kontraszt révén a szín feszültsége megnövekedett. (Kompozíció a négyzetben,).
Annak, hogy Mondrian 1925-ben végül is szakított a De Stijllel, egyik oka az volt, hogy Van Doesburg bevezette a diagonális elemet a festészetben. (Egyébként az sem igen tetszett neki hogy Doesburg támogatta a dadaistákat.) Valószínűleg kapóra jött ez számára, hiszen Mondrian visszahúzódó egyéniség volt, s miután megtalálta a maga útját, ezen is akart haladni. Egyetlen cél lebegett szeme előtt, nem törődött azzal, hogy a többiek éppen mit csinálnak.
Mondrian későbbi, érett stílusa az 1921-es prímér színekkel megfestett, fekete kontúrokkal körülvett négyszögű síkokból és a kép szélét nem mindig elérő fekete vonalakból álló kompozícióiban született meg. Ezeket a munkákat a kompozíció erős aszimmetriája jellemzi, ugyanakkor megvan bennük az az egyensúly is, amelyet Mondrian oly fontosnak tartott.
A húszas-harmincas években munkái egyre kifinomultabbak és anyagtalanabbak lettek.
Mondrian 1921-es festményeiben annak a fejlődésnek a kezdetét láthatjuk, amelynek során a hangsúly áttevődik a kompozíció közepéről a kép szélei felé.
Ez a vonás még erősebben jelenik meg azokon a művein, amelyeket a húszas évek második felében készített. Az az érzésünk, mintha a kép a vászon határain túl folytatódnék.
Mondrian 1922 és 1926 között viszonylag keveset festett. Ám éppen 1926-ban, ebben a számára meglehetősen mozgalmas esztendőben készült el első, csak a feketére és fehérre épülő képe, a Kompozíció fehérben és feketében című.
- Kompozíció fehérben és feketében: A csúcsára állított négyzetbe feszített négy egyenes az amúgy is puritán eszköztár további „szegényítésének” szándékát mutatja, melynek végső határát a majd 1931-ben festett Kompozíció két vonallal című vászon jelöli meg.

1927-ben a visszahúzódó Mondrian számára nyugalmasabb periódus következett. Egyre több ideje jutott a festésre. És bár részt vett az absztrakt művészet elméletének tisztázására és terjesztésére alakult, Seuphor és az uruguayi Joaquin Torres-Garcia által szervezett rövid életű Cercle et Carré csoport, majd annak felbomlása után a Georges Vantongerloo és August Herbin alapította Abstraction-Création tevékenységében, a „közélettől” igyekezett távolodni.
1927 végétől képein mintha ismét növekedni kezdenének a színes mezők.
1929 Tagja lesz a párizsi Cercle et Carré csoportnak.
1931 Csatlakozik az Abstraction-Création csoporthoz.
Az 1930-as évek elején újabb tendenciák figyelhetők meg Mondrian festészetében. A korábbi „üres”, hangsúlyos négyszögek ismét színnel töltődnek fel, ugyanakkor – 1926 után újra – megjelennek a csak fekete-fehérre alapozódó kompozíciók.
- Kompozíció két vonallal: (1931) Ezek legjelentősebbike az 1931-es Kompozíció két vonallal, mely pontosan olyan végszó, amilyen Malevics Fekete négyzete (1915–17) volt, csakhogy nem az érzelmek, a szubjektivitás áradásának végszava, hanem az univerzum legkisebb, tehát tovább már nem bontható, de még értelmes és értelmezhető elemének üdvözlete. A csúcsára állított négyzetbe kényszerírelt két merőleges a „látens” 45° hatására különös feszültséget is sugároz.

A négyzet 45°-os elfordításával Mondrian 1918-tól szívesen élt, hiszen ez lehetőséget teremtett arra, hogy a képi elemek – miközben stabilitásukat, „belső” merőlegességüket megőrzik – a vászon szélének (a képen túli világnak) rugaszkodva a néző tudatában folytatódjanak, s ott kikényszerítsék azt a virtuális rasztert, amelyre a neoplaszticizmus érvényében az univerzum épül. A kép a neoplaszticizmus legvégletesebb festői megfogalmazódása, mely a maga fokozhatatlan – nézőpontváltással „csökkenthetetlen” – tömörségével a teória és a megfestett művek között feszülő ellentmondásokat is felvillantja. Mert Mondrian neoplaszticista műveinek transzcendentális realitása a szinesztéziától
(Kandinszkij) és az érzelmektől (Malevics) szabad, a szónak megszabadult értelmében. Ám e szabadság viszonylakos: a képek az idő kalodájába kerülnek – öregszenek, a festék repedezik, „belső” állandóságuk szétfoszlik –, Mondrian maga is változik. A neoplaszticizmus alapszín-mezőinek aránya, a fekete határoló vonalak mérete elvileg ugyan mindig azonos súllyal, azonos érzelmi teherrel – vagyis a teher minimumával hathat(na), az állandóságot, a megbonthatatlan harmóniát sugározva, ám a piros, a sárga és a kék, ahogy a fekete, a fehér és a szürke is szimbólumokat, milliónyi jelentést hordoz. Ezek ellenőrizhetetlenül visszhangoznak – a festőtől elszakadva –, s feloldják a kényszeres azonosságot. Az egyetlen lehetőség – s erre céloz a Kompozíció két vonallal- a szigorú teória ad abszurdum hajtása: az egyetlen, végsőkig kiegyensúlyozott és folytathatatlanul lezárt kép. Ám azt nem festette meg, pontosabban nem készítette el Mondrian. Ezek, a konceptus és a vásznak között villódzó ellentmondások teszik igazán emberivé, tragikussá és heroikussá, egyben valóban etikussá Mondrian művészetét.
1932-ben megjelentek a kettőzött egyenesek (Kompozíció B szürkével és sárgával), majd
1936-ban egymásra merőlegesen is megsokszorozta a vonalakat, ami a kompozíciós elemek gazdagodására utal.
1938-ban Londonba települ. Még 1934-ben műtermében meglátogatta az angol absztrakt festő, Ben Nicholson és a fiatal amerikai gyűjtő és festő, Harry Holtzman. Kapcsolata mindkettőjükkel elmélyült, olyannyira, hogy Nicholson Mondrian gyakori vendége lett, s 1938-ban, amikor már bizonyosnak tűnt a háború kitörése – a következő évben rohanta le Németország Lengyelországot –, s várható volt Franciaország megszállása is.
Mondrian engedve Nicholson sürgetésének, Londonba költözött. 1938. szeptember 21-én érkezett Angliába, melyről tudta, hogy csak átmeneti otthont biztosíthat számára. „Úton vagyok Amerikába” – mondta Londonba indulása előtt, s nem tévedett.
Kétéves londoni tartózkodása során Nicholson, a Pevsner–Gabo fivérek s Barbara Hepworth jelentették társaságát, s ez utóbbi révén londoni műgyűjtőkkel is hasznos kapcsolatba kerülhetett.
A kényszerített azonosság szétrobbantása további módosulásokat hoz: a négyszögeket határoló vonalak olykor megkettőződnek, majd az évtized végére olyannyira megszaporodnak, hogy a képfelületen ismét a rácsszerkezet uralkodik, melyből csak egy-egy, szinte rejtett ablakon villan föl a szín (Kompozíció kékkel). 
A londoni években a szerkezet még keményebbé válik. A „rácsok” pálcái megvastagodnak, s ezek jó részét valószínűleg majd csak New Yorkban egészíti ki rövid, színes egyenesekkel, mintegy oldva a képek keménységét (Trafalgar tér, Kompozíció vörössel, sárgával és kékkel,).
Ha a Place de la Concorde (1938–43) vagy a Trafalgar tér csak utólag, Amerikában színesedett ki – a szó szoros és átvitt értelmében is –, úgy a színes, a feketétől megszabadult New York City-képek s a Broadway boogie-woogie egy fantasztikus megújulás befejezetlen korszakát jelzik.
„Csak most tudatosult bennem, hogy fekete-fehér munkáim a kis színes mezőkkel egyszerűen csak olajfestékkel készült rajzok voltak. A rajzon a vonal a fő kifejezési eszköz, a festményen a színes folt. Mert a festményen a foltok magukba olvasztják a vonalakat, de saját határuk által meg is őrzik azok értékét” – írja barátjának, J. J. Sweeney-nek, s elindul az egyszer, 1933-ban már megkísértett (Kompozíció sárga vonalakkal), ám valamiért akkor be nem járt úton.

#### New York
1940-ben a németek bombázni kezdték Londont, s Mondrian Harry Holtzman meghívó levelének segítségével október 3-án megérkezett New Yorkba.
A hatvannyolc éves Mondrian, a „vízszintes” Hollandia szülötte, maga mögött hagyva a véres Európát, a „függőleges” amerikai városban úgy érezte, hogy valami megvalósult elméletéből. De New York nemcsak ezt az elégtételt adta meg számára. Valentin Dudensing személyében állandó gyűjtőre talált, aki egyéni kiállítást is szervezett számára.
Baráti kapcsolatba került a háború elől New Yorkba menekült európai művészekkel: itt találta meg a hangot olyanokkal is, akikkel Párizsban szinte semmi kontaktusa nem volt, így André Bretonnal és Max Ernsttel. A befelé forduló, kontemplatív Mondrian itt, New Yorkban megváltozott. Számtalan visszaemlékezés utal arra, hogy milyen aktivitással vett részt a művészeti életben, s az amerikai dinamizmus mennyire áthatotta.
1943 végén, egy interjú során mondta: „Érzem, itt a helyem, és amerikai polgárrá válok.” A hely megtalálása, a rábukkanás kiváltotta eufória, az azonosulás a körülményekkel és a körülmények sugallta szellemmel jelentős változásokat hozott festészetében is. Miközben befejezte néhány, még Európában megkezdett vásznát (Place de la Concorde, 1938–43; Trafalgar square,), megfestette a New York City-t , és a Broadway boogie-woogie-t ezeket a felszabadult, mozgalmas képeket, melyekről száműzte a fekete színt.
A zajos és nagyszerű metropolis hatással volt rá, felfrissítette látásmódját. New Yorkkal megismerkedve Mondrianra nagy hatással volt ennek az ember által megformált környezetnek a dinamikus ritmusa; ezt utolsó képei lüktető mozgásával fejezte ki, anélkül, hogy felhagyott volna a geometrikus rend alkalmazásával. New York-i tartózkodása idején,
E rövid, alig több mint hároméves periódus legjelentősebb művei alapvető módosulásokról tanúskodnak, ám ezek is csak a teória határain belül hatnak.
- New York City 1.: (1942) Még megőrzi a londoni évek rácsszerkezetét, de a raszter csak a három alapszínből szövődik. A vonalháló ugyanakkor térillúziókat kelt – az 1917-es, a szabadon „úszó” színmezők óta először –, ám Mondrian igen szellemesen idézőjelbe teszi a kváziperspektívát. A színes hálóban ugyanis a didakszis álcájában – a három alapszín, az első pillantásra, különállóan, intenzitásuknak, szimbolikus tartalmuknak és a konvencióknak megfelelően egymás „mögött” helyezkedik el: „elől” a sárga, azt követi a vörös, s „leghátul” a kék, a vörös azonban a képszéleken három ízben is keresztezi a „fölötte” feszülő sárgát, melyet „alulról” egyszer, szintén félreeső helyen a kék is maga alá gyűr. A New York City színes léniái fölött a vidám sárga uralkodik,
- Broadway boogie-woogie: A képen az egyeneseket kopogós ritmus kíséri, a vonalközöket pedig nagy, több színiz négyszögek „tarkítják . Hosszú évek szigora, puritanizmusa után most ugyanaz az euforisztikus öröm önti el a képet, ami az 1919 végi párizsi, zsúfolt műveket jellemezte, ám a Broadway boogie-woogie-t átszövi a ropogós metrumot szelídítő, sohasem tapasztalt líra is. A vásznon egyesítette a modern urbanisztikát és a táncritmust.

1942-ben A New Realism címen a Society of American Abstract Artists kiadatta frissen írt esszéjét, 1943-ban pedig az Art of this Country című hatalmas kiállítás zsűrijének tagja lett.

### Kései korszak (1942–44)
Utolsó, nagyon rövid, ám annál fontosabb periódusa Mondrian megifjodását példázza, a magára kényszerített kánon oldódását. De a betegség, a tüdőgyulladás, melytől Seuphor szerint egész életében rettegett, s amely ifjúkorában egyszer már megtámadta, csak néhány mű elkészítését engedte.
1942-től kompozícióinak vonalai apró szegmentumokra töredeznek, és így neoplaszticista festményei monumentalitását szinkópás ritmus váltja fel. Eufóriát, megújhodást fejeznek ki, amelynek eredete egy valóra vált reménység: a város, amelyben a legmodernebb felhőkarcolók tökéletesen megvalósítják a neo-plasztikusok látszólag utópikus eszméit.
- Place de la Concorde: (1943) Az ember teremtette rend diadala a természet szeszélyei felett már korábban is foglalkoztatta; erre vall 1938-ban elkezdett és 1943-ban befejezett képe, a Place de la Concorde is.
- Victory – Boogie-Woogie: (1944) Mondrian utolsó műve, az 1944-ben bekövetkezett halála miatt befejezetlenül maradt kép a zsarnokság feletti győzelmet énekli meg a vidám színek vibráló ritmusával. Ez a jövőt sejtető kép ugyanakkor a geometrikus absztrakció második világháború utáni fejlődésének kiindulópontjává vált. A mű a geometrikus absztrakció fegyelmezett és szigorú nyelvén a világ utópikus és optimista látomását tárja elénk. A képen – mint Mondrian és társai valamennyi alkotásán – az ellentétek feloldásával létrejött harmónia nem esztétikai csupán: útmutatást ad az emberiségnek, hogy leküzdje az élet tragikus ellentmondásait, és elinduljon egy jobb és fényesebb jövő felé. A képből áradó fény az emberi értelem, amely felfedi az alkotás harmóniáját; hogy a világot és az embereket izgató törvényekig hatoljon. Mint Mondrian szavai mondják: „Azzal szolgáljuk az emberiséget, ha felvilágosítjuk.”

A Broadway boogie-woogie, s még inkább a befejezetlenül maradt Victory boogie-woogie nemcsak igazolja a Sweeney-nek írottakat – anélkül, hogy Mondrian megtagadta vagy egyáltalán megtagadhatta volna korábbi önmagát-, de a „tragikus” elem végleges elűzését is bizonyítja. Ám az önmagára kegyetlen aszkézissel béklyókat verő Mondrian – 72 éves korában – éppen csak eljuthatott szigorú teóriájának egy „barátságosabb” fejezetéhez, amikor meghalt.
Piet Mondrian 1944. február 1-jén New Yorkban, hetvenhét éves korában meghalt.
Halála után, 1945 tavaszán a New York-i Museum of Modern Art rendezett műveiből retrospektív kiállítást, Harry Holtzman pedig kiadatta angol nyelven írott tanulmányait. 1946 őszén az amszterdami Stedelijk Museumban százhuszonkét képpel átfogó kiállításon, 1947 tavaszán pedig Bázelban, a Kunsthalléban kisebb bemutatóval emlékeztek Mondrianra. Párizsban a Les premiers maitres de fart abstract című kettős tárlaton tisztelegtek emlékének.
A neoplaszticizmus, Mondrian képeinek transzcendentális realitása a művész életében – talán végletes puritanizmusa miatt – nem talált igazán tehetséges követőkre (közülük a holland César Domela, valamint az amerikai Burgoyne Diner és Charmion von Wiegand tarthat számot említésre); hatása közvetve – többek között – az angol Ben Nicholson és bizonyos mértékig, a svájci konkretisták, Max Bill és Richard-Paul Lohse munkásságán mérhető le. Közvetlen befolyására elsősorban a funkcionalista építészet hivatkozott – a félreértések szintjén. Halála után művészete a legmélyebb hatást az amerikai festészetre gyakorolta. Talán nem túlzás, hogy az ötvenes években az észak-amerikai geometrikus absztrakció képviselőinek jó része az ő „köpönyegéből” bújt elő. Leon Polk Smith, Ilya Bolotowsky, majd Ellsworth Kelly – utóbbi a hatvanas évek hard edge festészetének egyik legfontosabb művésze – a neoplaszticizmus szellemében dolgozott a negyvenes-ötvenes évek fordulóján; a szellem és az anyag egységének megteremtésére törekvő neoplaszticista elmélet pedig elvi megerősítést jelentett a hatvanas évek minimal art-ja számára.

## Főbb műveiből
- Csendélet gyömbéres fazékkal (1910)
- Fasorozat (1910)
- Tenger és Templomhomlokzat sorozat
- Eukaliptusz (1912) Ernst Beyeler-gyűjtemény, Bázel
- Kompozíció kékben „B” (1917)
- Tableau II. (1921-25) Max Bill-gyűjtemény, Zürich
- Kompozíció piros-sárga-kék (1927)
- Kompozíció piros-kék (1936) Kunstmuseum, Bázel
- Boogie-Woogie-sorozat (1940-től)
- Place de la Concorde (A Concorde tér Párizsban) (1938-1943)
- New York City 1 (1942)
- Victory boogie-woogie (1944) Magángyűjteményben: Mr. és Mrs. Burton G. Tremaine-gyűjtemény, Meriden, Connecticut